# Цара, Теди
Те́ди Ца́ра (алб. Tedi Cara; 15 апреля 2000, Кавая) — албанский футболист, нападающий клуба «Александрия». В 2022 году Цара дебютировал за национальную сборную своей страны.

## Клубная карьера
Теди Цара занимался футболом в албанском клубе «Беса» из своего родного города Кавая. В конце декабря 2016 года он дебютировал за эту команду в Первом дивизионе. На протяжении следующих трёх лет Цара выступал за «Бесу» в этой второй по значимости албанской лиге. В конце января 2020 нападающий подписал контракт со столичным клубом «Партизани». 28 февраля того же года Цара дебютировал в албанской Суперлиге, выйдя на замену во втором тайме гостевого поединке против «Тираны». 14 июня 2020 года нападающий забил свой первый гол на высшем уровне, в самой концовке домашней встречи с «Люфтетари» оформив окончательный счёт 8:1 в пользу своей команды.

## Карьера в сборной
9 ноября 2022 года Теди Цара дебютировал в составе сборной Албании в проходившем в испанской Марбелье товарищеском матче со сборной Катара, выйдя на поле в основе.

## Статистика выступлений

### В сборной
| Матчи и голы Теди Цары за сборную Албании | Матчи и голы Теди Цары за сборную Албании | Матчи и голы Теди Цары за сборную Албании | Матчи и голы Теди Цары за сборную Албании | Матчи и голы Теди Цары за сборную Албании | Матчи и голы Теди Цары за сборную Албании | Матчи и голы Теди Цары за сборную Албании |
| №                                         | Дата                                      | Место проведения                          | Соперник                                  | Счёт                                      | Голы                                      | Соревнование                              |
| ----------------------------------------- | ----------------------------------------- | ----------------------------------------- | ----------------------------------------- | ----------------------------------------- | ----------------------------------------- | ----------------------------------------- |
| 1                                         | 9 ноября 2022                             | Муниципальный стадион, Марбелья           | Катар                                     | 0:1                                       | —                                         | товарищеский матч                         |
| 2                                         | 19 ноября 2022                            | Арена Комбетаре, Тирана                   | Армения                                   | 2:0                                       | —                                         | товарищеский матч                         |

Итого: 2 матча / 0 голов; eu-football.info.

## Достижения
«Александрия»
- Серебряный призёр чемпионата Украины: 2024/25